# Cyrus Thomas
 (janvier 2013).
Cyrus Thomas (27 juillet 1825 à Kingsport dans l'État du Tennessee aux États-Unis - 26 juin 1910) était un ethnologue américain et un entomologiste de premier plan de la fin du XIXe siècle. Il était membre du Bureau of American Ethnology. 
Il est connu pour ses études sur l'histoire naturelle de l'Ouest américain.

## Biographie
Thomas était d'origine allemande et irlandaise. De 1851 à 1854, il a servi de clerc du comté Jackson.

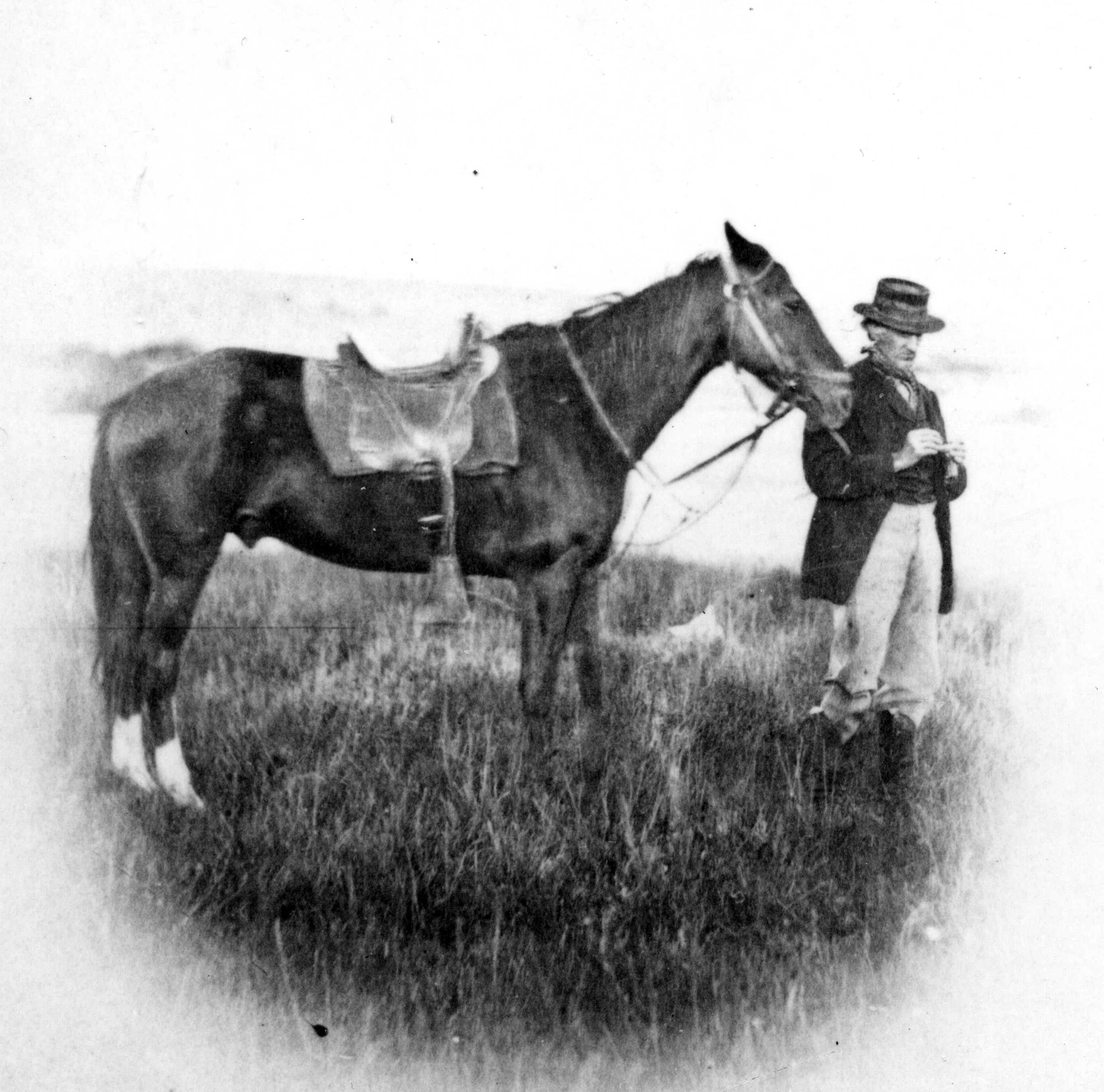
Cyrus Thomas durant l'expédition Hayden de 1870

En 1869 il rejoignit l'expédition de Ferdinand Vandeveer Hayden, qui avait organisé une équipe de scientifiques, pour l'exploration des Montagnes Rocheuses. Avant ceci, cependant, Thomas avait acquis un fort intérêt pour l'histoire naturelle et en 1858 il a fondé la Société d'histoire naturelle de l'Illinois. Il y étudia plus spécialement les insectes, découvrit que c'était la Hessian fly '(la mouche de Toile de jute ?), qui réduisait à néant la récolte de blé et de seigle des États de l'Ouest des USA.
Cependant, Thomas est le mieux connu pour son travail en archéologie et en ethnologie, plus spécifiquement ses contributions dans le domaine des mounds amérindiens de l'Amérique du Nord, et l'étude qu'il a mené sur les hiéroglyphes mayas.
Thomas n'était pas un archéologue de terrain. Bien qu'il ait visité les sites sur lesquels il faisait des recherches, il n'a fait que peu de travail de fouilles sur le terrain, voire aucun. C'est qu'il avait à sa disposition des assistants permanents ou bien provisoires sur les terrains de fouilles, et même un assistant clérical. Ce sont eux qui lui fournissaient leurs notes, qu'il a organisait, mettait en forme dans un rapport, et publiait ensuite.
Quand Cyrus Thomas commença ses enquêtes au sujet des origines des constructeurs de 'monticules' (tertres funéraires)  il avait la conviction qu'ils avaient été réalisés par une race du passé, plus avancée que la nôtre, qui sans doute n'existait plus . Il a soutenu cet argument qu'une fois que l'Amérique avait été occupée par une population humaine, ces populations avaient eu tendance à rester sédentaire, qui a signifiait que les vestiges archéologique avaient été produits par les mêmes populations issues de l'aire géographique considérée  de cette zone au cours de l'histoire. Bien qu'il n'ait pas fait de travail de fouilles sur le terrain, comme nous l'avons vu, il traça un plan d'action pour les fouilles de monticule, et il présenta les résultats de dix ans de fouilles dans le 12e Rapport annuel du Bureau d'ethnologie daté de 1890-91.
Alors de sa recherche au sujet de l'origine des constructeurs de monticule touchait à sa fin, Cyrus Thomas écarta et déclara irrecevable chacun des arguments favorables à la théorie de la race disparue. La pierre dite de Bat Creek était un artefact que Thomas eut l'habitude d'utiliser afin de servir son hypothèse selon laquelle c'était les « Cherokees qui avaient construit de nombreux monticules de terre »; la preuve à l'appui étant que « la pierre a représenté des caractères du syllabaire Cherokee. » Cependant, lorsque Thomas prit conscience de la pierre étant un faux quelques années plus tard, il ne consentit jamais à le reconnaître ouvertement.
Thomas divisa les monticules en une section nord, elle-même divisée en six sections, et en une section sud, qu'il choisit de diviser en deux sections. Ces huit sections, suggéra C. Thomas, devaient représenter plus qu'une nation. C. Thomas a alors pensé que la migration était la raison qui expliquait que les monticules s'étaient étendus à travers l'Est de l'Amérique du Nord, mais a aussi reconnu que l'idée de construire des monticules s'était répandue au travers des différentes tribus.